# Delia tiensuui
Delia tiensuui este o specie de muște din genul Delia, familia Anthomyiidae. A fost descrisă pentru prima dată de Ringdahl în anul 1934. Conform Catalogue of Life specia Delia tiensuui nu are subspecii cunoscute.